# Dimmi di no/Fermati allo stop
Dimmi di no/Fermati allo stop è un singolo del cantautore italiano Umberto Tozzi, pubblicato su vinile a 45 giri nel 1980.
Le due canzoni sono state estratte dall'album Tozzi dello stesso anno.